# تعالوا نينوى تعالوا صور (رواية)
تعالوا نينوى تعالوا صور (بالإنجليزية: Come Nineveh, Come Tyre )‏ هي رواية من الأدب السياسي للكاتب الأمريكي ألن دروري نشرت في عام 1973.
وهي خامس رواية ضمن سلسلة روايات "المشورة والموافقة"، التي حازت الرواية الأولى منها بنفس العنوان على جائزة بوليتزر للأدب في عام 1960.
وظلت تلك الرواية في قائمة أكثر الكتب مبيعا لصحيفة نيويورك تايمرز لمدة 26 أسبوعا.

## القصة
تدور الأحداث بعد إطلاق النار على المرشحين للرئاسة أورين كنوس ونائبه تيد جيسون، ويفوز جيسون بالرئاسة، وينتهز الروس والصينيون فرصة ضعف جيسون، ويحققون سيطرة على الولايات المتحدة في النهاية. ويشير عنوان الرواية إلى مدينتين ذكرتا في الكتاب المقدس وهي صور في فينيقيا، والذي كان ملكها حيرام حليفا للملك سليمان وساعده في بناء هيكل القدس، ونينوى التي تاب سكانها عن أفعال الشر بعد أن حذرهم النبي يونس من نية الرب في تدمير المدينة.